# آبجو

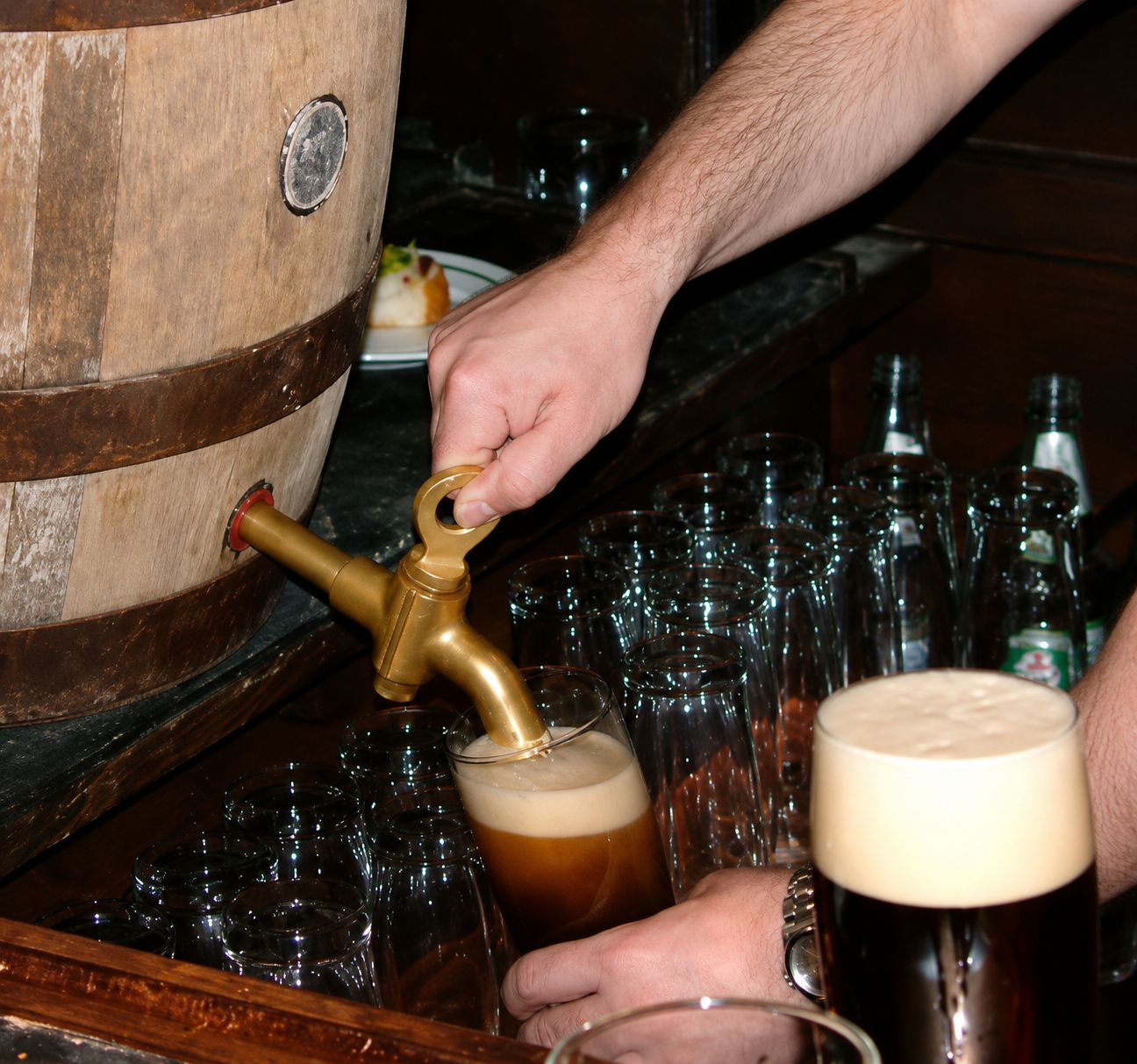
انتقال آبجوی دودی شلنکرلا، از بشکه به لیوان آبجوخوری

آبْجو (فارسی: [ɒːb.d͡ʒo] ()) یک نوشیدنی نوشیدنی الکلی است که طی فرایند آبجوسازی و تخمیر نشاسته‌های‌ غلات تولید می‌شود. این نشاسته‌ها معمولاً از مالتِ جو بدست می‌آیند، هرچند از گندم، ذرت، برنج و جو دوسر نیز استفاده می‌شود. تخمیر شکرهای موجود در آبجو، اتانول و گاز کربنیک تولید می‌کند. آبجو یکی از قدیمی‌ترین نوشیدنی‌های الکلی در جهان است، که به‌طور گسترده‌ای مورد استفاده بوده، و پس از آب و چای، پرمصرف‌ترین نوشیدنی در جهان محسوب می‌شود. امروزه اکثراً آبجوها با رازک تهیه می‌شوند که تلخی و طعم‌های دیگر را به آن اضافه می‌کند و به عنوان یک مادهٔ نگهدارندهٔ طبیعی و عامل تثبیت‌کننده عمل می‌کند. سایر عوامل طعم‌دهنده مانند گریت، گیاهان یا میوه‌ها نیز ممکن است به جای رازک استفاده شوند یا به ترکیب آبجو افزوده شوند. در تولید تجاری، گاز کربنیک طبیعی اغلب با گاز کربنیک فشرده جایگزین می‌شود.
برخی از اولین نوشته‌ها به تولید و توزیع آبجو اشاره دارند: قانون حمورابی شامل قوانینی در مورد آن بود، و «سرود به نینکاسی»، دعایی خطاب به الههٔ آبجو در میان‌رودان، یک دستور تهیهٔ آبجو را شامل می‌شود.
آبجو در بطری و قوطی توزیع می‌شود و همچنین به صورت بشکه‌ای به‌ویژه در میخانه‌ها و بارها در دسترس است. صنعت آبجوسازی یک تجارت جهانی است که شامل چندین شرکت چندملیتی غالب و هزاران تولیدکنندهٔ کوچک‌تر از میخانه‌های کوچک آبجوسازی تا آبجوسازی‌های منطقه‌ای است. میزان الکل آبجوهای مدرن معمولاً حدود ۴٪ تا ۶٪ درصد (ABV) است.
آبجو بخشی از فرهنگ بسیاری از کشورها را تشکیل می‌دهد و با سنت‌های اجتماعی مانند جشنوارهٔ آبجو، و فعالیت‌هایی همچون میخانه‌گردی، مسابقه‌های اطلاعات عمومی در میخانه و بازی‌های میخانه‌ای مرتبط است.

## تاریخ

### پیشاتاریخ

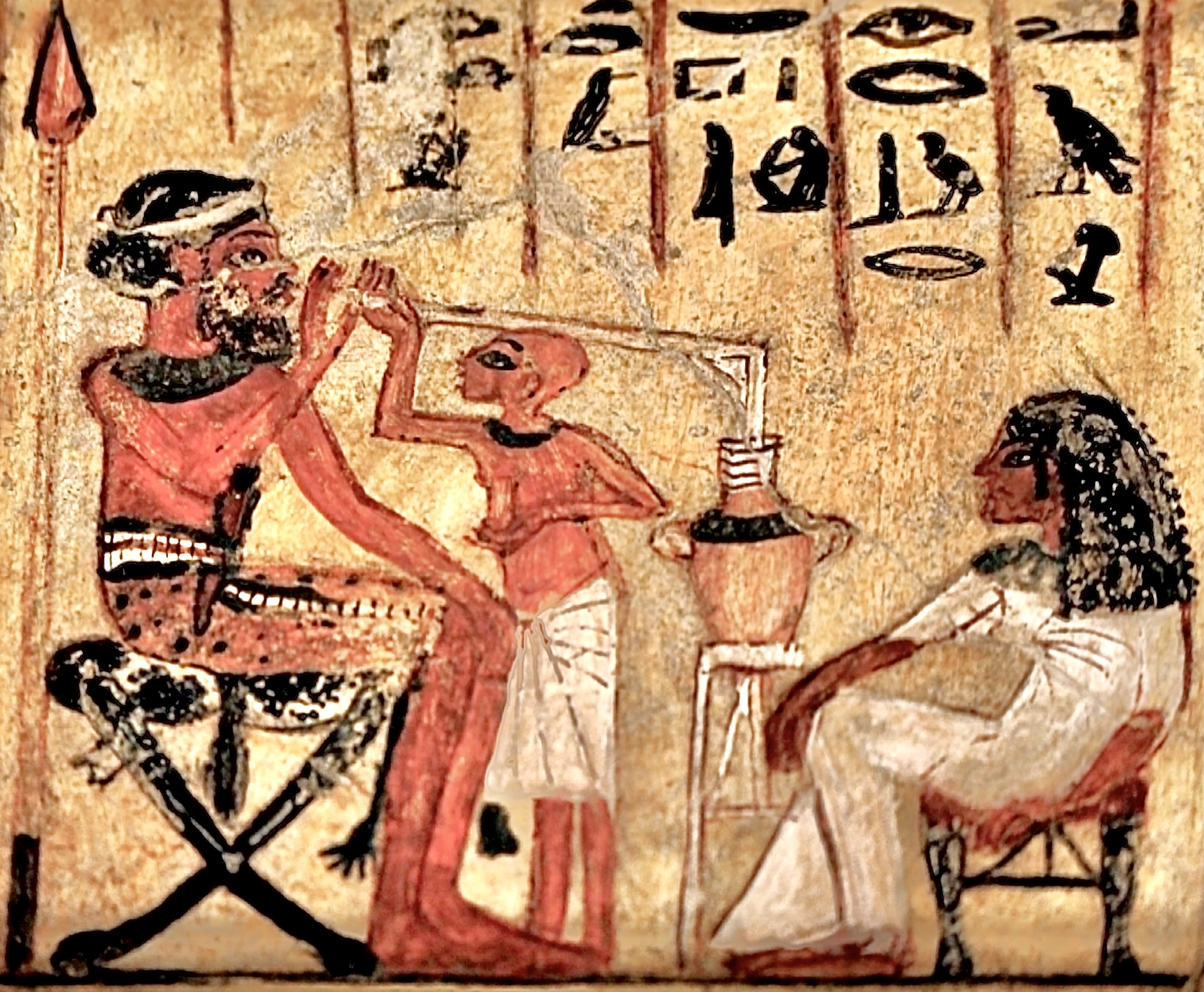
نقاشی باستانی مصری، دودمان هجدهم مصر، دورهٔ حکومت آخناتون، حدود ۱۳۰۰ پیش از میلاد، نمایانگر مزدور سوری که از نی نوشیدنی آبجو می‌نوشد. موزه مصرشناسی برلین

آبجو یکی از قدیمی‌ترین نوشیدنی‌های الکلی تهیه شده در جهان است. قدیمی‌ترین شواهد باستان‌شناسی تخمیر، باقی‌مانده‌های ۱۳۰۰۰ سالهٔ آبی جوشانده مانند حریره است که توسط فرهنگ نیمه‌کوچندهٔ ناتوفی برای جشن‌های آیینی در غار رقه‌فت واقع در کوه کرمل نزدیکی حیفا در شمال اسرائیل استفاده می‌شد. شواهدی وجود دارد که نشان می‌دهد در گوبکلی‌تپه طی دورهٔ نوسنگی پیشاسفال (حدود ۸۵۰۰ تا ۵۵۰۰ پیش از میلاد) نیز آبجو تولید می‌شده است. قدیمی‌ترین شواهد شیمیایی واضح آبجوی تهیه‌شده از جو به حدود ۳۵۰۰ تا ۳۱۰۰ پیش از میلاد در محل گودین‌تپه در زاگرس غربی ایران بازمی‌گردد.

### تمدن‌های اولیه
آبجو در تاریخ مکتوب مصر باستان ثبت شده است. باستان‌شناسان حدس می‌زنند آبجو نقش مهمی در شکل‌گیری تمدن‌ها داشته است. حدود ۵۰۰۰ سال پیش، کارگران شهر اوروک (عراق امروزی) دستمزد خود را به صورت مقادیر آبجو دریافت می‌کردند. در زمان ساخت اهرام مصر، هر کارگر روزانه چهار تا پنج لیتر آبجو دریافت می‌کرد که هم به عنوان تغذیه و هم نوشیدنی تازه‌کننده خدمت می‌کرد و برای ساخت اهرام اهمیت داشت.
برخی از قدیمی‌ترین نوشته‌های سومری شامل اشاره‌هایی به آبجو هستند؛ از جمله دعایی به ایزدبانوی نینکاسی معروف به «سرود نینکاسی»، که هم به عنوان دعا و هم روش حفظ دستور تهیه آبجو در فرهنگی با تعداد اندکی باسواد به‌کار می‌رفته است. همچنین نصیحت باستانی «شکم خود را پر کن، روز و شب شادی کن» به گیلگمش که در حماسه گیلگمش توسط زن آبجوساز شیدوری ثبت شده، احتمالاً به مصرف آبجو اشاره دارد.
الواح ابلا، کشف شده در ۱۹۷۴ در ابلا سوریه، نشان می‌دهند که در این شهر در ۲۵۰۰ پیش از میلاد آبجو تولید می‌شده است.
نوشیدنی تخمیر شده‌ای از برنج و میوه حدود ۷۰۰۰ پیش از میلاد در چین ساخته می‌شده است. بر خلاف ساکی، کپک برای تبدیل نشاسته برنج به قند استفاده نشده (تخمیر آمیلازی)، بلکه احتمالاً برنج توسط جویدن یا مالت کردن آماده تخمیر می‌شده است.
در دورهٔ ودایی در هند باستان، شواهدی از مصرف نوشیدنی شبیه آبجو به نام «سورا» وجود دارد.
گزنفون گزارش داده که در سفرهای خود، در ارمنستان آبجو تولید می‌شده است.

### قرون وسطی

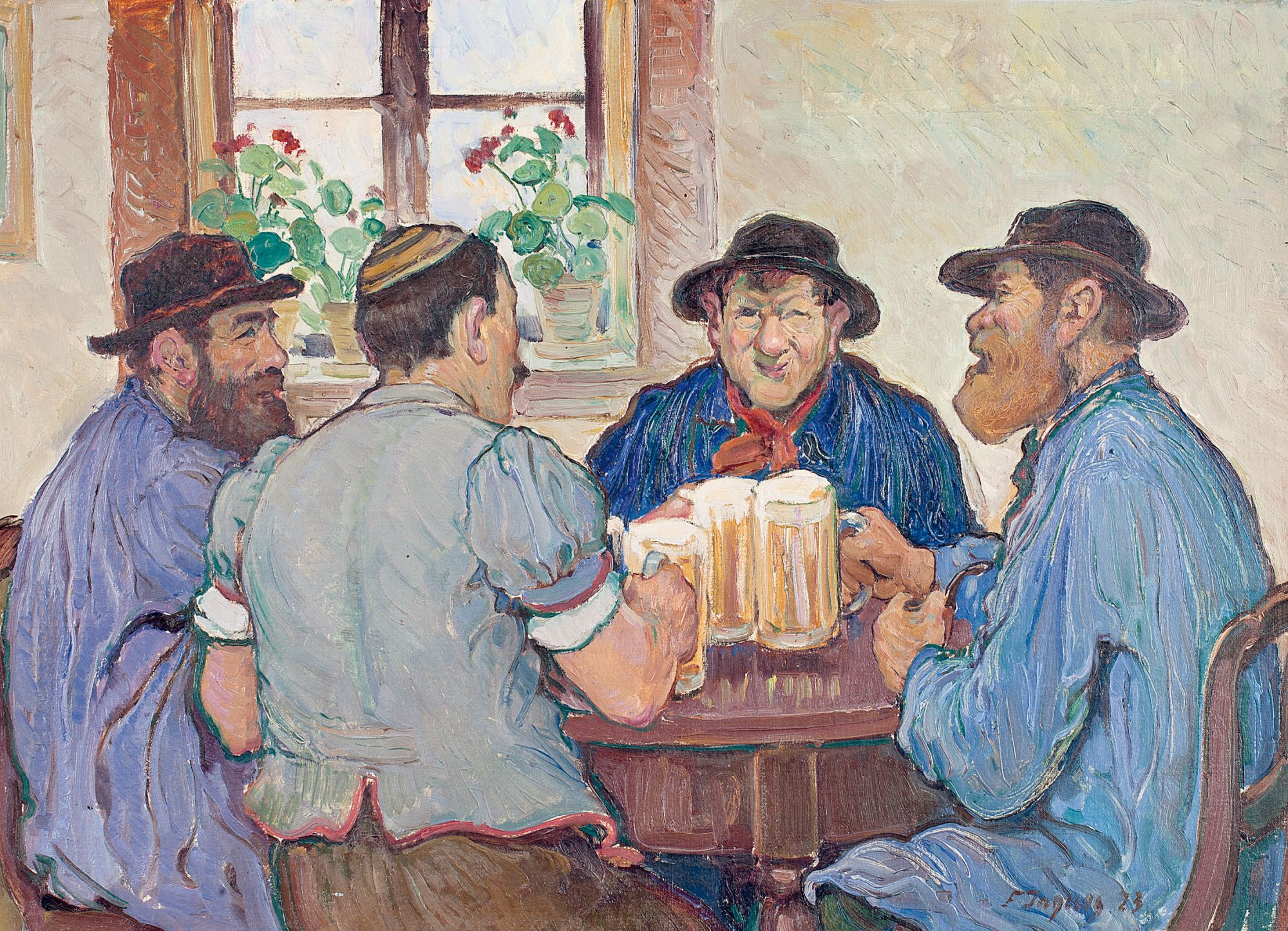
فرانسوا ژاک: «دهقانان در حال نوشیدن آبجو در میخانه‌ای در فریبورگ» (سوئیس، ۱۹۲۳)

آبجو از حدود ۳۰۰۰ پیش از میلاد توسط قبایل ژرمنی‌ها و سلت‌ها در اروپا گسترش یافت و عمدتاً در مقیاس خانگی تولید می‌شد. نوشیدنی‌ای که اروپاییان اولیه می‌نوشیدند شاید امروز به عنوان آبجو شناخته نشود. به غیر از منبع نشاسته پایه، آبجوهای اولیه ممکن است شامل میوه‌ها، عسل، انواع گیاهان، ادویه‌ها و مواد دیگری مانند گیاهان مخدر بوده باشد. این مخلوط «گرویت» نام داشت که اگر به درستی حرارت نمی‌دید می‌توانست توهم‌زا باشد. ترکیب گروهیت در هر آبجوسازی متفاوت بود. آنچه در این ترکیبات نبود «هاپس» بود که افزوده‌ای دیرتر است و نخستین بار در اروپا حدود سال ۸۲۲ توسط یک آبوت کارولنژی ذکر شده و بار دیگر در سال ۱۰۶۷ توسط راهبه هیلدگارد بینگنی یاد شده است.
در سال ۱۵۱۶، ویلیام چهارم، دوک باواریا قانون راینهایتسگبوت (قانون خلوص آبجو) را به تصویب رساند که احتمالاً قدیمی‌ترین مقررات کیفیت مواد غذایی است که تا قرن ۲۱ همچنان اجرا می‌شود؛ طبق این قانون تنها مواد مجاز در تهیه آبجو، آب، هاپس و مالت جو هستند. آبجویی که پیش از انقلاب صنعتی تولید می‌شد، در مقیاس خانگی ساخته و فروخته می‌شد، هرچند تا قرن هفتم میلادی، آبجو توسط صومعه‌های اروپایی نیز تولید و عرضه می‌گردید. در دوره انقلاب صنعتی، تولید آبجو از ساخت دستی به تولید صنعتی تبدیل شد و تولید خانگی تا پایان قرن نوزدهم دیگر قابل توجه نبود.

### دورهٔ مدرن
در سال ۱۹۱۲، بطری‌های قهوه‌ای توسط شرکت آبجوسازی جوزف شلیتز در میلواکی، ویسکانسین در ایالات متحده مورد استفاده قرار گرفتند. این نوآوری پس از آن در سراسر جهان پذیرفته شد زیرا از تخریب کیفیت و پایداری آبجو توسط پرتوهای نور جلوگیری می‌کند.
صنعت آبجوسازی یک تجارت جهانی است که از چندین شرکت چندملیتی بزرگ و هزاران تولیدکننده کوچک‌تر، از جمله آبجوسازی‌های مینی‌برو تا کارخانه‌های منطقه‌ای آبجوسازی تشکیل شده است.
تا سال ۲۰۰۶، بیش از ۱۳۳ میلیارد لیتر (۳۵ میلیارد گالون آمریکایی) آبجو در سال فروخته می‌شد که درآمد جهانی ۲۹۴٫۵ میلیارد دلار آمریکا را به همراه داشت. در سال ۲۰۱۰، مصرف آبجو در چین به ۴۵۰ میلیارد لیتر (۱۲۰ میلیارد گالون آمریکایی) رسید که تقریباً دو برابر ایالات متحده بود، اما تنها ۵ درصد از فروش مربوط به آبجوهای ممتاز بود، در حالی که این رقم در فرانسه و آلمان ۵۰ درصد بود.
آبجو پرمصرف‌ترین نوشیدنی الکلی در جهان است. یک مطالعه پرمخاطب در سال ۲۰۱۸ پیشنهاد کرد که کاهش ناگهانی تولید جو به دلیل خشکسالی و گرمای شدید ممکن است در آینده باعث نوسانات قابل توجهی در دسترسی و قیمت آبجو شود.

## آبجوسازی

### فرایند

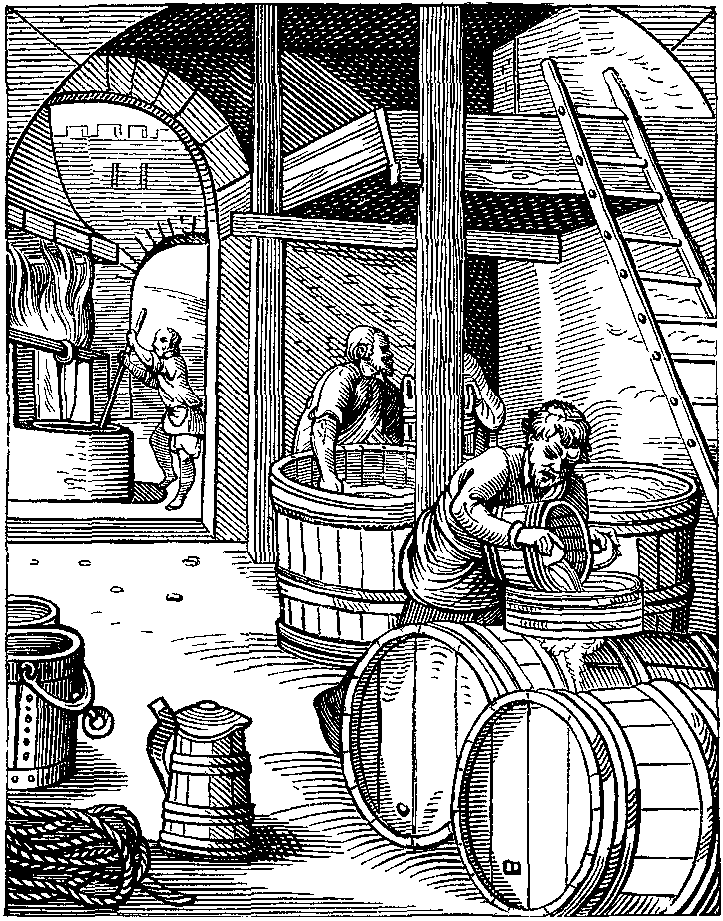
آبجوسازی در قرن شانزدهم

فرایند ساخت آبجو، آبجوسازی نامیده می‌شود. در این فرایند، دانه‌ها به مایعی شیرین به نام شیرابهٔ مالت تبدیل شده و سپس با استفاده از مخمر تخمیر می‌شوند تا آبجو حاصل شود. نخستین مرحله، مخلوط کردن مالت جو با آب داغ در فرآیندی به نام خیساندن مالت است. نشاسته‌ها به قند تبدیل می‌شوند و مایع شیرین یا شیرابهٔ مالت از دانه‌ها جدا می‌شود. دانه‌ها شسته می‌شوند تا هرچه بیشتر مایع قابل تخمیر از آن‌ها استخراج شود. شیرابهٔ مالت شیرین در دیگ ریخته شده و به جوش آورده می‌شود. برای تلخی، طعم و عطر، هاپس افزوده می‌شود. هرچه هاپس مدت بیشتری جوشانده شود، تلخی بیشتر ولی عطر و طعم آن کمتر باقی می‌ماند. سپس شیرابهٔ مالت سرد شده و مخمر اضافه می‌شود. شیرابهٔ مالت معمولاً برای یک هفته یا بیشتر تخمیر می‌شود. مخمر ته‌نشین‌شده و آبجو شفاف می‌شود. در طول تخمیر، بیشتر کربن دی‌اکسید از طریق تله آزاد می‌شود. گازدار شدن آبجو معمولاً یا با انتقال آن به مخزن تحت فشار و افزودن دی‌اکسید کربن تحت فشار، یا انتقال قبل از پایان تخمیر و ایجاد فشار کربن دی‌اکسید درون ظرف افزایش می‌یابد.

### مواد اولیه

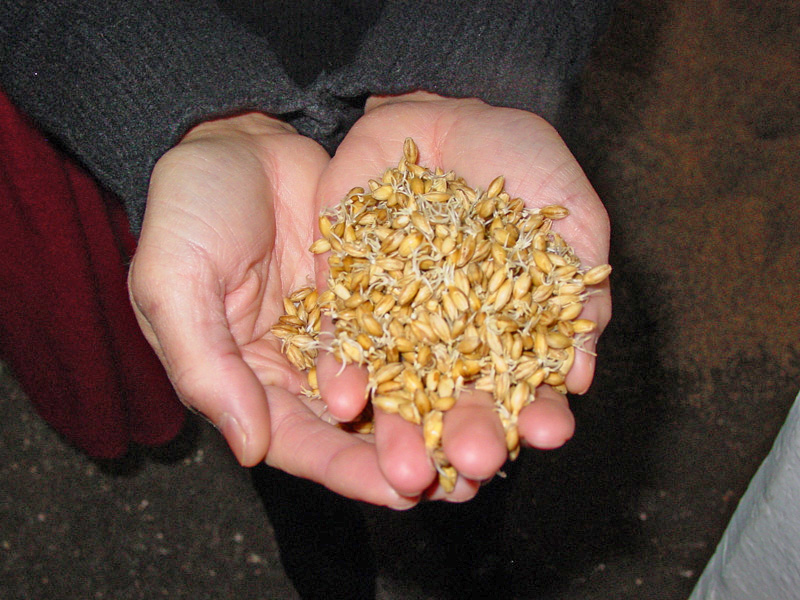
مالت پیش از بو دادن

مواد اولیهٔ پایه‌ای آبجو شامل آب؛ منبع نشاسته، معمولاً مالت جو؛ ساکارومایسس سرویزیه برای ایجاد تخمیر؛ و طعم‌دهنده‌ای مانند هاپس است. ممکن است مخلوطی از منابع نشاسته به کار رود، به همراه منبع کربوهیدرات ثانویه، مانند ذرت، برنج، گندم یا شکر، که اغلب به آن مُساعد گفته می‌شود، به ویژه وقتی همراه با مالت جو استفاده شود. منابع نشاسته‌ای کمتر رایج شامل ارزن، سورگوم دورنگ، و ریشهٔ مانیوک در آفریقا؛ سیب‌زمینی در برزیل؛ و آگاوه در مکزیک است.
آب اصلی‌ترین مادهٔ تشکیل‌دهنده است و حدود ۹۳٪ از وزن آبجو را تشکیل می‌دهد. میزان بی‌کربنات حل‌شده در آب بر طعم نهایی آبجو تأثیر می‌گذارد. به‌دلیل ویژگی‌های کانیی آب هر منطقه، مناطق خاصی در اصل تولیدکنندهٔ انحصاری انواع خاصی از آبجو بودند که هرکدام با ویژگی‌های منطقه‌ای‌شان قابل‌شناسایی‌اند. آب سخت دوبلین برای تهیهٔ استوات مانند گینس مناسب است، درحالی‌که آب نرم استان پلزن برای تولید پیلزنر مانند پیلزنر اورکوئل ایده‌آل است. آب‌های کارخانهٔ برتون در انگلستان حاوی سنگ گچ است که در ساخت پیل ایل به‌قدری مفید است که آبجوسازان پیل ایل به آن گچ اضافه می‌کنند که به این فرایند برتونازیسیون گفته می‌شود.
منبع نشاسته، مواد قابل تخمیر را فراهم می‌کند و قدرت و طعم آبجو را تعیین می‌کند. متداول‌ترین منبع نشاسته در آبجو، دانهٔ مالت‌شده است. دانه با خیساندن در آب، جوانه زدن آن آغاز می‌شود و سپس دانهٔ نیمه‌جوانه‌زده در کوره خشک می‌شود. فرایند مالت‌کردن آنزیم‌هایی تولید می‌کند که نشاسته‌ها را به قندهای قابل تخمیر تبدیل می‌کنند. زمان‌ها و دماهای مختلف رُست کردن، رنگ‌های متفاوتی از مالت را از یک دانه تولید می‌کنند. مالت‌های تیره‌تر آبجوهای تیره‌تری می‌سازند. تقریباً همهٔ آبجوها از مالت جو برای بیشتر نشاسته استفاده می‌کنند، زیرا پوستهٔ فیبری آن هنگام درو کردن به دانه چسبیده باقی می‌ماند. پس از مالت‌کردن، جو آسیاب می‌شود که در نهایت پوسته را جدا کرده و به قطعات بزرگ خرد می‌کند. این قطعات هنگام خیساندن با دانه باقی می‌مانند و در طول جداسازی مالت به‌عنوان بستری برای صاف کردن عمل می‌کنند، زمانی که شربت شیرین (شیرابهٔ مالت) از مواد دانهٔ نامحلول جدا می‌شود. سایر دانه‌ها شامل گندم، برنج، جو دوسر و چاودار و کمتر از ذرت و سورگوم نیز ممکن است استفاده شوند. برخی آبجوسازان برای کسانی که نمی‌توانند دانه‌های حاوی گلوتن مانند گندم، جو و چاودار مصرف کنند، آبجوی بدون گلوتن با سورگوم تولید کرده‌اند.

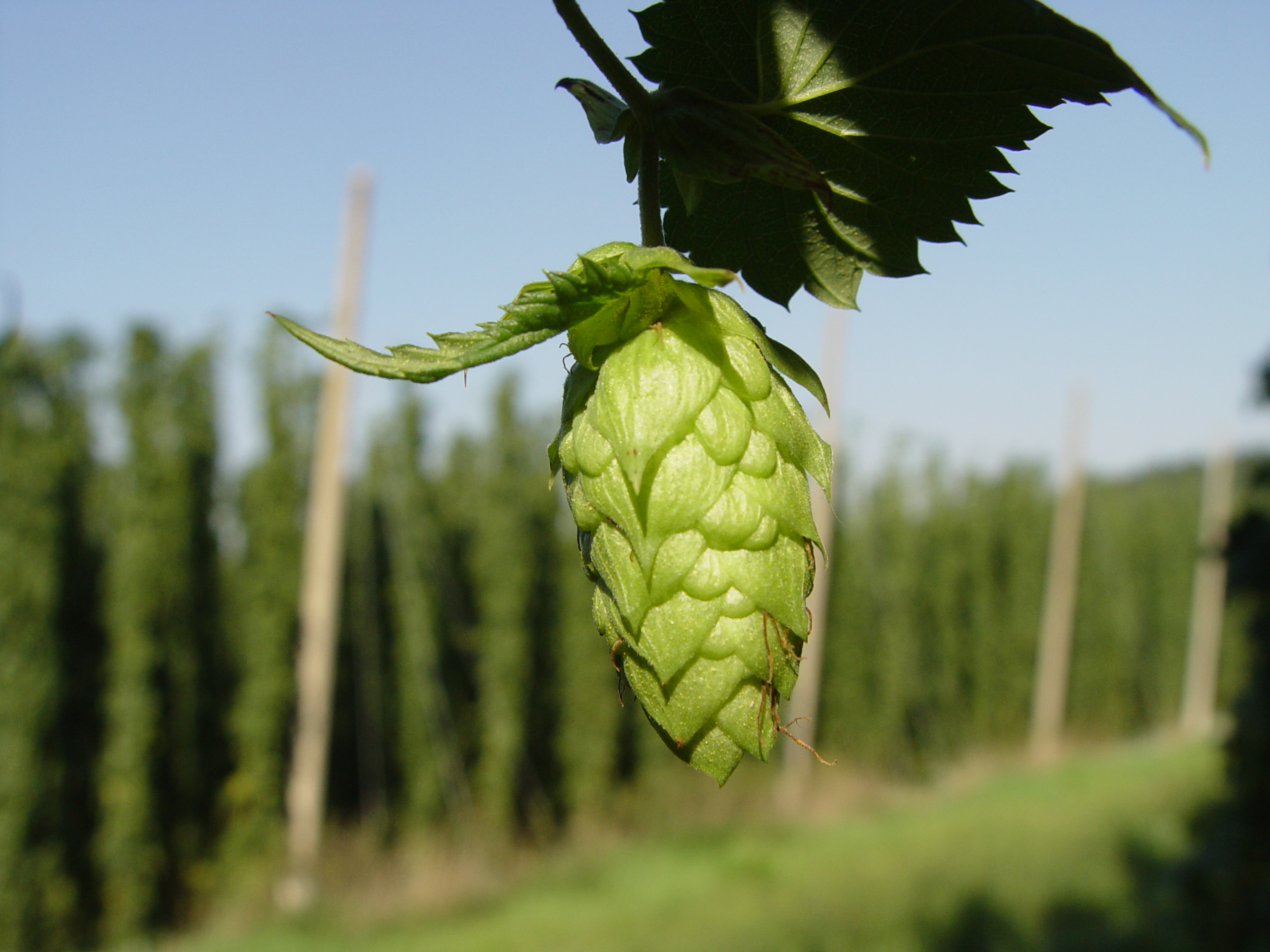
رازک مخروطی در رازکستان هالرتاو، آلمان

طعم‌دهی به آبجو تنها کاربرد تجاری رازک است. گل‌های گیاه رازک به عنوان عامل طعم‌دهنده و نگهدارنده در تقریباً همهٔ آبجوهای امروزی به کار می‌روند. خود گل‌ها اغلب «رازک» نامیده می‌شوند. اولین اشارهٔ تاریخی به استفاده از رازک در آبجو به سال ۸۲۲ میلادی در قوانین صومعه‌ای نوشته شده توسط ادلارد کوربی بازمی‌گردد، اگرچه کشت گستردهٔ رازک برای استفاده در آبجو از قرن سیزدهم آغاز شد. پیش از آن، آبجو با گیاهان دیگری مانند دانه‌های بهشت یا «پیچک باغی» طعم‌دار می‌شد. ترکیبی از گیاهان معطر، توت‌ها، و حتی کاسنی تلخ در یک مخلوط طعم‌دهنده به نام گرویت به کار می‌رفت. برخی آبجوهای امروزی مانند «فراوچ» از شرکت «اسکاتیش هیدر ایلز» و «سروواز لانسلو» از شرکت فرانسوی «براسری لانسلو» برای طعم‌دهی از گیاهانی غیر از رازک استفاده می‌کنند.
رازک‌ها تلخی‌ای ایجاد می‌کنند که تعادل شیرینی مالت را برقرار می‌کند؛ میزان تلخی آبجوها بر اساس مقیاس واحدهای تلخی بین‌المللی اندازه‌گیری می‌شود. رازک‌ها همچنین عطر و طعم‌های گل‌گونه، مرکباتی و گیاهی به آبجو می‌بخشند. آن‌ها اثر آنتی‌بیوتیکی دارند که فعالیت مخمر آبجوسازی را نسبت به میکروارگانیسم‌های نامطلوب تقویت می‌کند و به نگهداری کلاهک کمک می‌کند؛ یعنی مدت زمانی که کلاهک کف‌آلود ایجاد شده توسط گازکربنیک باقی می‌ماند. اسیدیته رازک‌ها نیز خاصیت نگهدارنده دارد.
مخمر میکروبی است که مسئول تخمیر آبجو است. این میکروب متابولیز قندها را انجام داده و در نتیجه، اتانول و کربن دی‌اکسید تولید می‌کند و بدین ترتیب مالت (شیرابهٔ مالت) را به آبجو تبدیل می‌کند. علاوه بر این، مخمر بر شخصیت و طعم آبجو نیز تأثیرگذار است. انواع غالب مخمرهای آبجو عبارتند از مخمرهای بالا-تخمیری ساکارومایسس سرویزیه و مخمرهای ساکارومایسس پاستوریانوس که برای آبجوسازی استفاده می‌شوند.برتانومایسس در تخمیر لمبیک‌ها نقش دارد، و تورولاسپورا دلبروکیی در تخمیر آبجوی گندم باواریایی استفاده می‌شود. پیش از آنکه نقش مخمر در فرایند تخمیر شناخته شود، تخمیر به کمک مخمرهای وحشی یا موجود در هوا انجام می‌شد. برخی سبک‌ها مانند لمبیک‌ها همچنان به این روش متکی هستند، اما بیشتر تخمیرهای مدرن از کشت‌های خالص مخمر استفاده می‌کنند.
برخی آبجوسازان به آبجو مواد صاف‌کننده یا زلال‌کننده اضافه می‌کنند که معمولاً همراه با ذرات پروتئینی به صورت جامد رسوب می‌کنند و فقط مقادیر جزئی از آن‌ها در محصول نهایی باقی می‌ماند. این فرایند باعث می‌شود آبجو ظاهری شفاف و تمیز داشته باشد، برخلاف ظاهر کدر در سبک‌های قومی و قدیمی مانند آبجوی گندم‌. مواد صاف‌کننده شامل ایزینگ‌گلس، که از بادکنک شناوری ماهی گرفته می‌شود؛ خزهٔ ایرلندی که نوعی جلبک دریایی است؛ کاراگینان کاپا از جلبک کاپافایکوس کاتونیی؛ پلیکلار (مصنوعی)؛ و ژلاتین هستند. آبجویی که با برچسب «مناسب برای وگان‌ها» عرضه می‌شود، معمولاً با جلبک دریایی یا مواد مصنوعی صاف می‌شود.

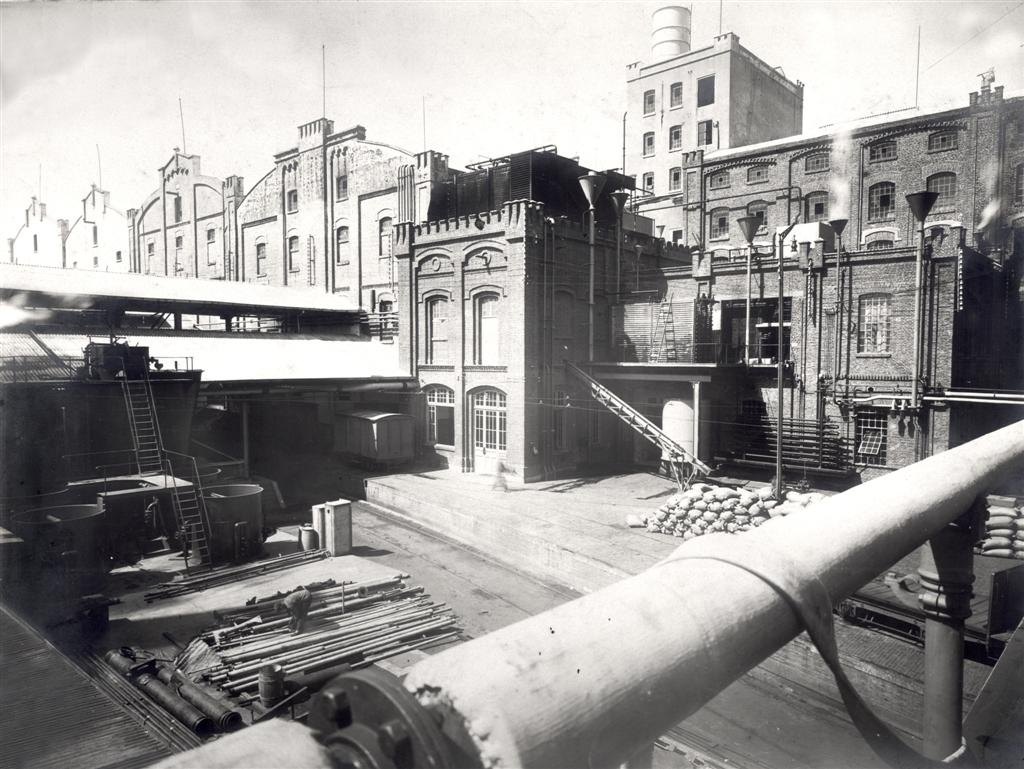
کارخانهٔ آبجوسازی کویلمز در اوایل قرن بیستم، آرژانتین.

### صنعت

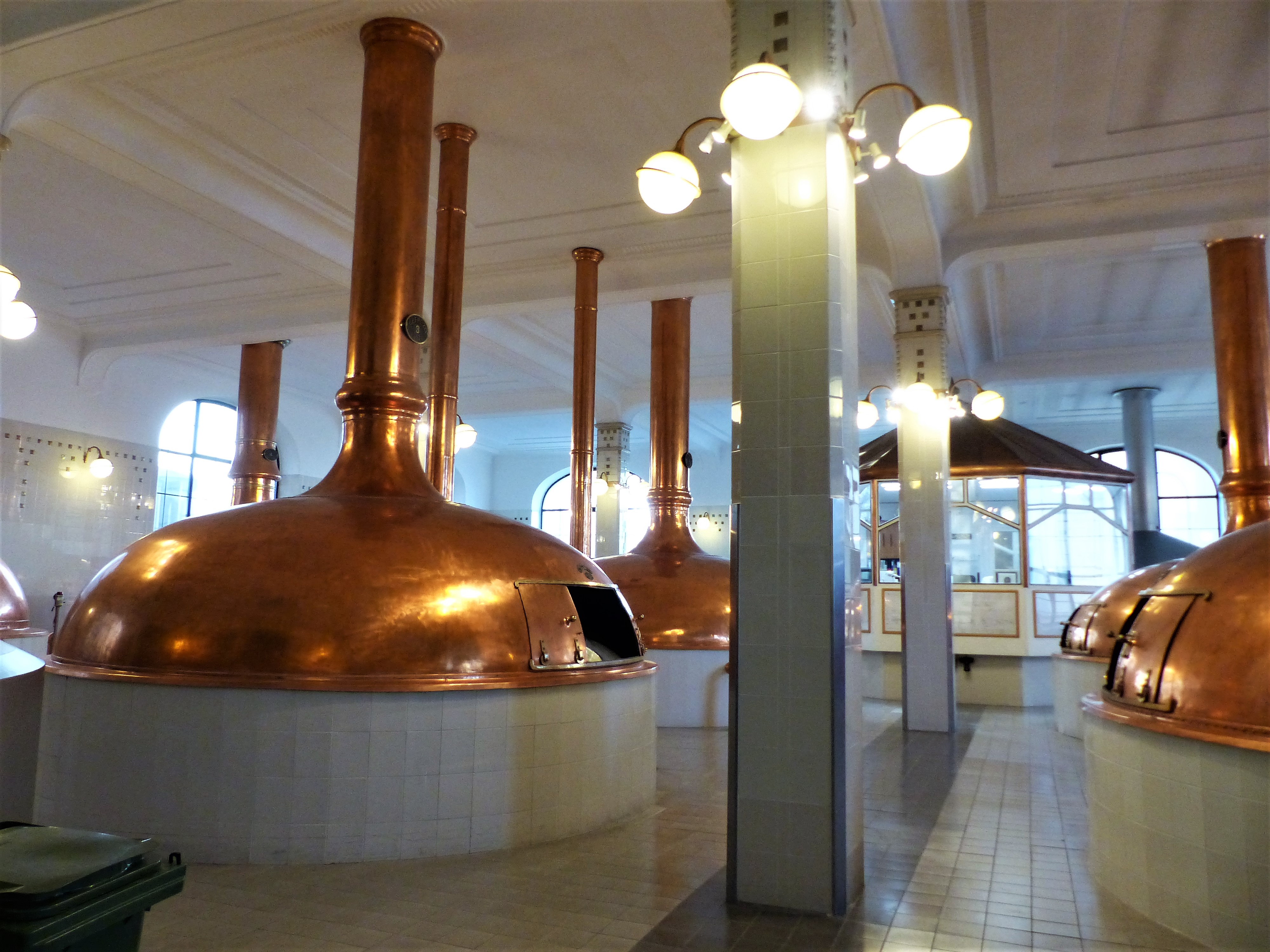
آبجوسازی صنعتی

در قرن بیست‌ویکم، کارخانه‌های بزرگ‌تر بارها کارخانه‌های کوچک‌تر را جذب کرده‌اند. در سال ۲۰۰۲، آبجوسازی آفریقای جنوبی شرکت آمریکای شمالی شرکت آبجوسازی میلر را خرید تا شرکت سبمیلر را تأسیس کند و به دومین کارخانهٔ بزرگ آبجوسازی پس از شرکت آمریکای شمالی انهایزر-بوش تبدیل شود. در سال ۲۰۰۴، شرکت بلژیکی اینتربریف سومین کارخانهٔ بزرگ آبجوسازی از نظر حجم، و شرکت برزیلی ام‌بیو پنجمین شرکت بزرگ بودند. این دو شرکت با هم ادغام شدند و شرکت این‌بیف را تشکیل دادند که بزرگ‌ترین کارخانهٔ آبجوسازی شد. در سال ۲۰۰۷، سَب‌میلر با خرید شرکت خرولس، سازندهٔ برند هلندی گرش، از اینبف و انهایزر-بوش پیشی گرفت. در سال ۲۰۰۸، وقتی اینبف (دومین شرکت بزرگ) شرکت انهایزر-بوش (سومین شرکت بزرگ) را خرید، شرکت جدید انهایزر-بوش اینبف بار دیگر به بزرگ‌ترین کارخانهٔ آبجوسازی جهان تبدیل شد. تا سال ۲۰۲۰، بر اساس گزارش شرکت تحقیقات بازار تکنوویو، آ.ب این‌بِو بزرگ‌ترین شرکت آبجوسازی جهان بود و شرکت‌های هینیکن، سی‌آر اسنو، کارلزبرگ و مولسون کورس به ترتیب در رده‌های دوم تا پنجم قرار داشتند.

مصرف سالانهٔ آبجو به ازای هر نفر در کشورها

کارگاه آبجوسازی یا کارگاه آبجوسازی دست‌ساز، مقدار محدودی آبجو تولید می‌کند. حداکثر مقدار آبجویی که یک کارگاه می‌تواند تولید کند و همچنان به عنوان «کارگاه آبجوسازی» طبقه‌بندی شود، در هر منطقه و توسط هر مرجع متفاوت است؛ در ایالات متحده این مقدار ۱۵٬۰۰۰ بشکه شراب آمریکایی (۱٫۸ مگالیتر؛ ۳۹۰ هزار گالون بریتانیایی؛ ۴۶۰ هزار گالون آمریکایی) در سال است. میخانهٔ آبجوسازی نوعی از کارگاه آبجوسازی است که دارای میخانه یا سایر مکان‌های نوشیدنی است. بیشترین تراکم کارگاه‌های آبجوسازی در جهان، بیشتر آن‌ها کارگاه آبجوسازی، در منطقهٔ فرانکونی آلمان به ویژه در بخش فرانکن علیا است که حدود ۲۰۰ کارگاه دارد. کارخانهٔ نظام سنت بندیکت واینشتفان در بایرن آلمان ریشه‌های خود را به سال ۷۶۸ میلادی می‌رساند، زمانی که سندی از آن سال به باغ رازک در منطقه اشاره می‌کند که دهکده‌ای به صومعه پرداخت می‌کرد. این کارخانه ادعا می‌کند قدیمی‌ترین کارخانهٔ آبجوسازی فعال جهان است.

## انواع

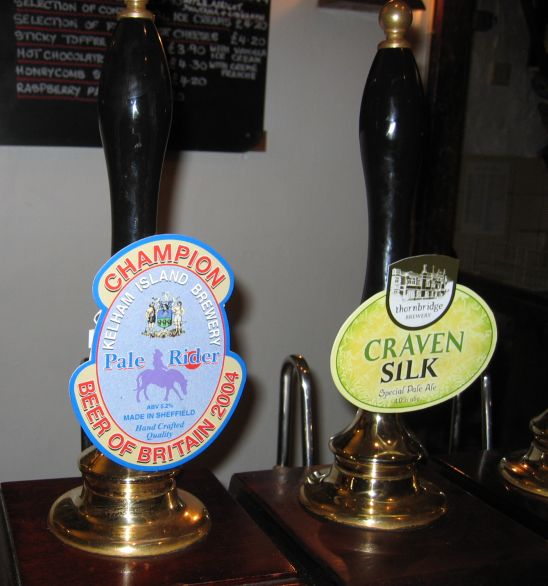
پمپ‌های دستی آبجوی بشکه‌ای با کلیپ‌های پمپ که نوع آبجو و کارخانه‌های تولید آن‌ها را نشان می‌دهند

### آبجوهای تخمیر بالا
آبجوهای تخمیر بالا معمولاً با ساکارومایسس سرویزیه، یک مخمر که گلوله‌گلوله شده و به سطح بالا می‌آید و معمولاً در دمای ۱۵ و ۲۵ درجه سلسیوس (۵۹ و ۷۷ درجه فارنهایت) تولید می‌شوند. در این دماها، مخمر مقادیر قابل توجهی از استرها و دیگر محصولات ثانویه طعم و عطر تولید می‌کند و نتیجه اغلب آبجویی با ترکیبات کمی «میوه‌ای» شبیه به سیب، گلابی، آناناس، موز، آلو یا آلو خشک و غیره است. پس از معرفی رازک به انگلستان از فلاندر در قرن پانزدهم، «اِیل» به معنی نوشیدنی تخمیرشدهٔ بدون رازک شد، در حالی که «آبجو» به معنی نوشیدنی‌ای بود که با افزودن رازک تهیه می‌شد. اصطلاح «آبجوی واقعی» توسط کمپین برای آبجوی واقعی (CAMRA) در سال ۱۹۷۳ ابداع شد برای «آبجویی که با مواد سنتی تهیه شده، توسط تخمیر ثانویه در همان ظرفی که سرو می‌شود، رسیده و بدون استفاده از دی‌اکسید کربن اضافی سرو می‌گردد». این اصطلاح برای هر دو آبجوی قوطی‌شده شده و آبجوی بشکه‌شده استفاده می‌شود.
در مورد انواع آبجوهای تخمیر بالا، پیل ایل عمدتاً از مالت روشن استفاده می‌کند. این یکی از سبک‌های اصلی آبجو در جهان است و شامل ایندیا پیل ایل (IPA) می‌شود. مایلد ایل طعم غالب مالت دارد. معمولاً رنگ آن تیره است و دارای میزان الکل (ABV) بین ۳٪ تا ۳٫۶٪ است. آبجوی گندم با نسبت زیادی از گندم تهیه می‌شود اگرچه اغلب درصد قابل توجهی از مالت نیز دارد. آبجوهای گندم معمولاً تخمیر از بالا هستند. استاوت نوعی آبجوی تیره است که با جوی بوداده ساخته می‌شود و معمولاً با مخمر تخمیر آهسته تهیه می‌شود. انواع متعددی از آن وجود دارد از جمله استاوت خشک (مانند گینس)، استاوت شیرین، و استاوت امپریال (یا روسی). استاوت در اصل قوی‌ترین نوع پورتر بود، آبجویی قهوه‌ای تیره که در قرن هجدهم در لندن بین کارگران خیابان و حمل‌کنندگان بار رودخانه بسیار محبوب بود.

### آبجوهای تخمیر پایین

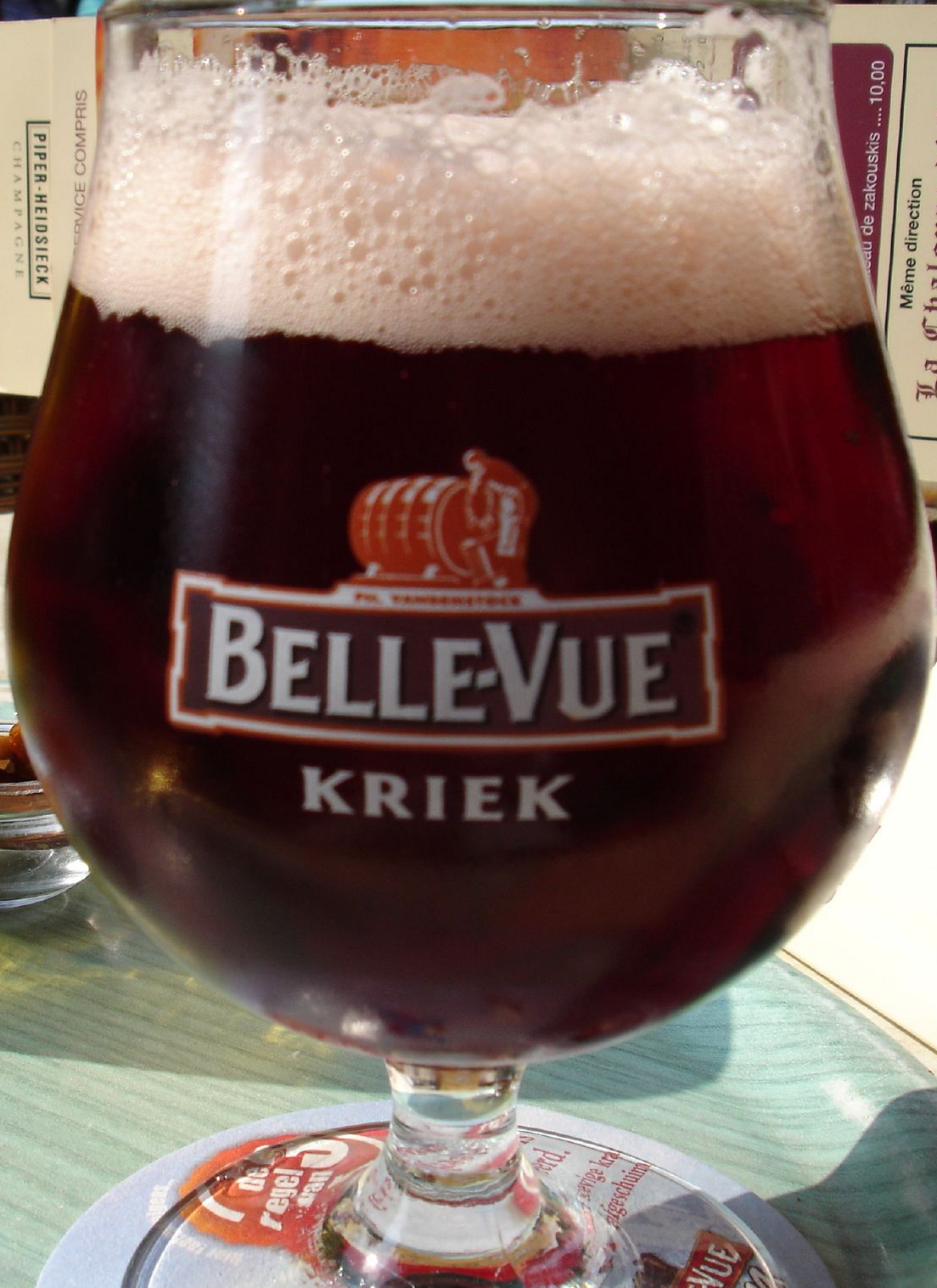
کریک، نوعی آبجوی لمبیک که با آلبالو تهیه می‌شود

لاگر آبجوی تخمیرشده در دمای پایین است. لاگر روشن متداول‌ترین نوع آبجویی است که در جهان مصرف می‌شود. بسیاری از آن‌ها از نوع «پیلزنر» هستند. نام «لاگر» از فعل آلمانی «lagern» به معنی «نگهداری کردن» گرفته شده است، زیرا آبجوسازان در باواریا آبجو را در زیرزمین‌های خنک در ماه‌های گرم تابستان نگه می‌داشتند تا تخمیر ادامه یابد و رسوبات ته‌نشین شوند. مخمر لاگر، مخمر تخمیر پایین و در دمای خنک (ساکارومایسس پاستوریانوس) است. تخمیر اولیهٔ لاگر معمولاً در دمای ۷–۱۲ درجه سلسیوس (۴۵–۵۴ درجه فارنهایت) انجام می‌شود و سپس یک تخمیر ثانویهٔ طولانی در دمای ۰–۴ درجه سلسیوس (۳۲–۳۹ درجه فارنهایت) (مرحلهٔ لاگرینگ) رخ می‌دهد. در این مرحلهٔ ثانویه، آبجو شفاف و ملایم می‌شود. دمای پایین‌تر باعث کاهش تولید طبیعی استرها و دیگر محصولات جانبی می‌شود که نتیجهٔ آن آبجویی با طعمی «تمیزتر» است. با بهبود سویه‌های مخمر مدرن، بیشتر کارخانه‌های آبجوسازی لاگر از دوره‌های کوتاه نگهداری سرد، معمولاً کمتر از ۲ هفته، استفاده می‌کنند. برخی لاگرهای سنتی همچنان برای چند ماه نگهداری می‌شوند.

### لمبیک
لَمبیک، نوعی آبجو از بلژیک است که به‌صورت طبیعی با استفاده از مخمرهای وحشی موجود در طبیعت تخمیر می‌شود، نه مخمرهای پرورشی. بسیاری از این مخمرها گونه‌هایی از مخمر آبجوسازی (ساکارومایسس سرویزیه) نیستند و ممکن است تفاوت‌های قابل توجهی در عطر و طعم ترشی داشته باشند. گونه‌هایی مانند برتانومایسس بروکسِلِنسیس و برتانومایسس لمبیکوس در لمبیک‌ها رایج هستند. علاوه بر این، موجودات دیگری مانند باکتری‌های لاکتوباسیلوس اسیدهایی تولید می‌کنند که در ایجاد طعم ترش نقش دارند.

### آبجوهای غیرجو
در سراسر جهان، بسیاری از نوشیدنی‌های سنتی و باستانی بر پایهٔ نشاسته به عنوان آبجو شناخته می‌شوند. در آفریقا، آبجوهای محلی از سورگوم دورنگ یا ارزن تهیه می‌شوند، مانند اوشیکوندو در نامیبیا و تلا در اتیوپی. در قرقیزستان نیز آبجویی از ارزن ساخته می‌شود؛ این نوشیدنی کم‌الکل و شبیه به فرنی است و «بوزو» نام دارد. در بوتان، نپال، تبت و سیکیم نیز از ارزن در تهیهٔ نوشیدنی نیمه‌تخمیرشدهٔ محبوب به نام چانگ استفاده می‌شود که در شرق رشته‌کوه‌های هیمالیا رایج است.
کوه‌های آند در آمریکای جنوبی دارای نوشیدنی‌ای به نام چیچا هستند که از ذرت جوانه‌زده تهیه می‌شود؛ در حالی که بومی‌های برزیل نوشیدنی سنتی کائویم را دارند که از زمان‌های پیش از کریستوف کلمب با جویدن مانیوک ساخته می‌شود، به طوری که آنزیمی به نام (آمیلاز) موجود در بزاق انسان نشاسته را به قندهای قابل تخمیر تبدیل می‌کند؛ این نوشیدنی شبیه ماساتو در پرو است.
آبجوهای ساخته‌شده از نان، از نخستین انواع این نوشیدنی، شامل ساهی در فنلاند، کواس در روسیه و اوکراین، و بوزا در سودان هستند. حدود ۴۰۰۰ سال پیش، در بین‌النهرین از نان تخمیرشده برای تهیهٔ آبجو استفاده می‌شد. فعالان حوزهٔ پسماند غذایی از این دستورهای باستانی الهام گرفته‌اند و از نان‌های باقی‌مانده برای جایگزینی یک سوم مالت جو استفاده می‌کنند که در غیر این صورت برای آبجوسازی به کار می‌رفت.

## اندازه‌گیری
آبجو براساس رنگ، غلظت الکل و تلخی اندازه‌گیری و ارزیابی می‌شود. غلظت الکل در آبجوی مدرن معمولاً حدود ۴ تا ۶ درصد است و به صورت «درصد الکل» (ABV) سنجیده می‌شود. تلخی احساس‌شده در آبجو با استفاده از مقیاس واحدهای بین‌المللی تلخی (IBU) اندازه‌گیری می‌شود که به‌صورت مشترک توسط انجمن شیمی‌دان‌های آبجوسازی آمریکا و کنوانسیون آبجوسازی اروپا تعریف شده است. این مقیاس بین‌المللی توسعه‌ای از مقیاس واحدهای تلخی اروپایی (EBU) است که اغلب به اختصار EBU نامیده می‌شود و مقادیر تلخی در هر دو مقیاس باید یکسان باشد.

### رنگ

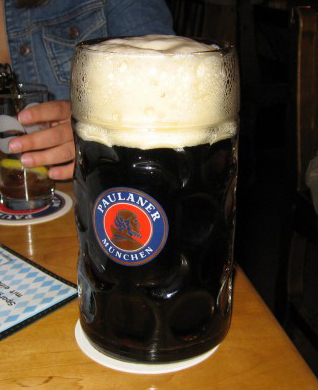
پاولانا دونکل – یک لاگر تیره

رنگ آبجو توسط مالت تعیین می‌شود. رایج‌ترین رنگ، کهربایی روشن است که از مالت‌های روشن به دست می‌آید. اصطلاحات «لاگر روشن» و «ایل روشن» برای آبجوهایی به کار می‌رود که از مالت‌هایی خشک شده و برشته شده با سوخت کک تهیه شده‌اند. استفاده از کک برای برشته‌کردن مالت نخستین بار در سال ۱۶۴۲ انجام شد، اما اصطلاح «پیل ایل» حدود سال ۱۷۰۳ رایج شد.
از نظر حجم فروش، بیشتر آبجوهای امروزی بر اساس پیل لاگری است که در سال ۱۸۴۲ در شهر پلزن جمهوری چک کنونی تولید شده است. پیل لاگر مدرن به دلیل استفاده از کک در خشک کردن مالت، رنگ روشنی دارد که گرمای زیاد بدون دود تولید می‌کند.
آبجوهای تیره معمولاً از مالت‌های روشن یا لاگر ساخته می‌شوند که مقدار کمی مالت تیره‌تر به آن اضافه شده تا رنگ مطلوب به دست آید. همچنین رنگ‌دهنده‌های دیگری مثل کارامل نیز برای تیره کردن آبجوها به کار می‌رود. آبجوهای بسیار تیره مانند استوت از مالت‌های تیره یا مالت‌های ثبت‌شده‌ای استفاده می‌کنند که برشته‌تر شده‌اند. برخی از آن‌ها شامل جو بدون مالت برشته شده نیز هستند.

### قدرت الکل
میزان الکل آبجو معمولاً از کمتر از ۳٪ درصد الکل (ABV) تا حدود ۱۴٪ متغیر است، اگرچه این مقدار می‌تواند با افزودن مخمر شامپاین تا حدود ۲۰٪ افزایش یابد، و به وسیلهٔ فرایند تقطیر انجمادی تا ۵۵٪ ABV برسد. میزان الکل آبجو بسته به سبک آبجو و روش محلی متفاوت است. اکثر پیل لاگرهای متداول که مصرف‌کنندگان با آن‌ها آشنا هستند، در بازهٔ ۴–۶٪ الکل قرار دارند و میانگین معمول آن‌ها حدود ۵٪ است. قدرت الکل در آبجوهای بریتانیایی معمولاً پایین است، به طوری که بسیاری از آن‌ها حدود ۴٪ الکل دارند. در بلژیک، برخی از آبجوها مانند «آبجوی میز» دارای درصد الکل بسیار پایینی (۱٪ تا ۴٪) هستند و در برخی مدارس به جای نوشابه سرو می‌شوند. ضعیف‌ترین آبجوها به عنوان «بدون الکل» شناخته می‌شوند که معمولاً حاوی ۰٫۰۵٪ الکل هستند؛ این در حالی است که آبجوهای کم‌الکل ممکن است تا ۱٫۲٪ الکل یا کمتر داشته باشند و آبجوهای معمولی به‌طور متوسط ۴٫۴٪ الکل دارند.
قدرت آبجوها در سال‌های پایانی قرن بیستم افزایش یافته است. آبجوی Vetter 33، یک دپل‌باک با ۱۰٫۵٪ الکل (ABV) (۳۳ درجه پلِیتو، به همین دلیل نام آن "۳۳" است)، در سال ۱۹۹۴ در کتاب گینس به عنوان قوی‌ترین آبجو در آن زمان ثبت شده بود، اگرچه آبجوی «نیکلاس قدیس» که توسط کارخانهٔ سوئیسی هورلیمان تولید می‌شود، در کتاب گینس به عنوان قوی‌ترین آبجو با ۱۴٪ الکل نیز ثبت شده بود. از آن زمان، برخی کارخانه‌ها برای افزایش میزان الکل آبجوهای خود از مخمر شامپاین استفاده کرده‌اند. شرکت ساموئل آدامز با تولید آبجوی «هزاره» به ۲۰٪ الکل رسید، و سپس با آبجوی «یوتوپیاس» به ۲۵٫۶٪ الکل رسید. قوی‌ترین آبجوی تولیدشده در بریتانیا، «بِیز سوپر برو» از کارخانه Parish Brewery است که دارای ۲۳٪ الکل است. در سپتامبر ۲۰۱۱، کارخانهٔ اسکاتلندی بریفداگ، آبجوی «گاست دیر» را تولید کرد که با ۲۸٪ الکل، ادعا می‌کند قوی‌ترین آبجوی دنیا است که فقط با تخمیر تولید شده است.
محصولی که ادعا می‌شود قوی‌ترین آبجوی ساخته‌شده است، «شورش‌باک ۵۷» از شرکت Schorschbräu در سال ۲۰۱۱ است که دارای ۵۷٫۵٪ الکل (ABV) است. پیش از آن، آبجوی «پایان تاریخ» با ۵۵٪ الکل، یک آبجوی بلژیکی، توسط شرکت BrewDog در سال ۲۰۱۰ ساخته شده بود. همین شرکت پیشتر آبجوی «غرق کردن بیسمارک!» را با ۴۱٪ الکل (آی‌پی‌ای) تولید کرده بود، و «پنگوئن هسته‌ای تاکتیکی» با ۳۲٪ الکل (ایمپریال استاوت) ساخته بود. هر یک از این آبجوها با روش «آیس‌باک» (انجماد جزئی) تهیه شده‌اند که در آن یک آبجوی قوی تا حدی منجمد شده و یخ آن به‌طور مکرر جدا می‌شود تا قدرت مطلوب به دست آید. این فرایند ممکن است محصول را بیشتر به دستهٔ نوشیدنی‌های تقطیری (مشروبات الکلی قوی) نسبت دهد تا آبجو. آبجوی آیس‌باک «شورش‌باک» از شرکت آلمانی Schorschbräu با ۳۱٪ الکل، و آبجوی «دیوی» با ۲۹٪ الکل از شرکت «هیر آو د داگ» که در سال ۱۹۹۴ تولید شده است، از همین روش انجماد جزئی استفاده کرده‌اند. یک نوشیدنی مخلوط از آبجو و ویسکی با ۶۰٪ الکل نیز به‌طور طنزآمیز در ژوئیهٔ ۲۰۱۰ توسط یک کارخانهٔ آبجوی هلندی به عنوان قوی‌ترین آبجو معرفی شد.

## سرو کردن

### آبجوی بشکه‌ای

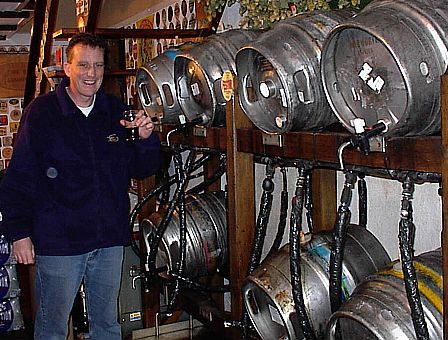
نمونه‌ای از آبجوهای بشکه‌ای

آبجوی بشکه‌ای معمولاً از بشکه‌ای تحت فشار با استفاده از دستگاه اهرمی و شیر تخلیه (نازل) در بارها و میخانه‌ها سرو می‌شود. بشکهٔ فلزی با گاز کربن دی‌اکسید (CO₂) تحت فشار قرار می‌گیرد تا آبجو به شیر تخلیه منتقل شود. برخی آبجوها با مخلوط نیتروژن و کربن دی‌اکسید سرو می‌شوند. نیتروژن باعث ایجاد حباب‌های بسیار ریز شده و منجر به ایجاد کف متراکم و بافت خامه‌ای می‌شود. در دههٔ ۱۹۸۰، شرکت گینس «ویجت» را معرفی کرد؛ دستگاهی کوچک و تحت فشار نیتروژنی در داخل قوطی آبجو که کف متراکم و یکنواختی ایجاد می‌کند و اثر سرو آبجو از بشکه را شبیه‌سازی می‌کند.
آبجوهای بشکه‌ای که به آن‌ها «آبجوی کَسک» یا «آبجوی بدون تصفیه و بدون پاستوریزاسیون» گفته می‌شود، فیلتر نشده و پاستوریزه نیستند. سازمان «کمپین برای آبجوی واقعی» (CAMRA) این آبجوها را «آبجوی واقعی» می‌نامد. وقتی بشکه به میخانه می‌رسد، آن را به صورت افقی روی قابی به نام «استیلاج» قرار می‌دهند تا ثابت و در زاویهٔ مناسب باشد، سپس اجازه می‌دهند تا به دمای سردخانه (معمولاً بین ۱۱–۱۳ درجه سلسیوس یا ۵۲–۵۵ درجه فارنهایت) برسد. سپس بشکه با «تَپ» (شیر تخلیه) سوراخ می‌شود و از طریق «اِسپایل» (میلهٔ چوبی یا فلزی) قسمت بالای بشکه نیز بازمی‌گردد. این فرایند باعث به هم خوردن رسوبات می‌شود و آبجو باید چند ساعت تا چند روز بماند تا رسوبات ته‌نشین شده و آبجو به‌طور کامل «رسوب‌زدایی» و آمادهٔ مصرف شود. در این مرحله آبجو آمادهٔ فروش است و معمولاً با پمپ دستی از طریق لوله به لیوان منتقل می‌شود یا مستقیماً با نیروی گرانش به لیوان ریخته می‌شود.
آبجوی بشکه‌ای به دلیل بسته‌بندی متفاوت، تأثیر محیط‌زیستی بسیار کمتری نسبت به آبجوی بطری‌شده دارد و می‌تواند تا ۶۸٪ مصرف انرژی کمتری داشته باشد. مطالعه‌ای دربارهٔ چرخهٔ عمر یک برند آبجو نشان داده است که انتشار گاز کربن دی‌اکسید ناشی از تولید، بسته‌بندی، توزیع و مصرف یک بستهٔ ۶ عددی آبجوی ریزآبجوسازی حدود ۳ کیلوگرم است. همچنین تخمین زده شده که تولید این مقدار آبجو منجر به از دست رفتن حدود ۲٫۵ متر مربع زیستگاه طبیعی می‌شود. انتشار گازهای گلخانه‌ای در مرحلهٔ توزیع، فروش، انبارداری و دفع زباله می‌تواند بیش از ۴۵٪ از کل گازهای منتشرشده توسط آبجوی بطری‌شده را تشکیل دهد. در مناطق قانونی، استفاده از پارچ‌های قابل پرکردن مجدد، بطری‌های چندبار مصرف یا سایر ظروف قابل استفادهٔ مجدد برای انتقال آبجوی بشکه‌ای از فروشگاه یا بار به جای خرید آبجوی بطری‌شده، می‌تواند تأثیرات زیست‌محیطی مصرف آبجو را کاهش دهد.

### بسته‌بندی

نمونه‌ای از آبجوهای بلژیکی، دانمارکی، هلندی، آلمانی و ایرلندی

اکثر آبجوها هنگام بسته‌بندی در بطری‌ها و قوطی‌ها، با فیلتراسیون از مخمر پاک‌سازی می‌شوند. با این حال، آبجوهای بسته‌بندی‌شده در بطری که شرایط خاصی دارند، مقداری مخمر را حفظ می‌کنند — یا به‌دلیل فیلترنشده بودن، یا پس از فیلتراسیون دوباره با مخمر تازه بارگذاری شده‌اند.
بسیاری از آبجوها در قوطی فروخته می‌شوند، هرچند نسبت فروش در قوطی بین کشورهای مختلف تفاوت قابل توجهی دارد. در سوئد در سال ۲۰۰۱، ۶۳.۹٪ از آبجوها در قوطی به فروش رسیدند. مردم یا مستقیم از قوطی می‌نوشند یا آبجو را در یک لیوان می‌ریزند. تکنولوژی‌ای که توسط شرکت کراون هلدینگ برای جام جهانی فوتبال ۲۰۱۰ توسعه داده شد، قوطی با «دهانهٔ کامل» است که به این دلیل نامگذاری شده که کل درب در فرایند باز شدن برداشته می‌شود و قوطی به یک فنجان نوشیدنی تبدیل می‌شود. قوطی‌ها از آبجو در برابر نور محافظت می‌کنند (که از فساد آن جلوگیری می‌کند) و دارای درز‌بندی‌ای هستند که نسبت به بطری‌ها کمتر دچار نشت می‌شود. در ابتدا قوطی‌ها به عنوان یک پیشرفت تکنولوژیک در حفظ کیفیت آبجو شناخته می‌شدند، اما بعداً به طور رایج با آبجوهای ارزان‌تر و تولید انبوه همراه شدند، هرچند کیفیت نگهداری در قوطی‌ها تقریباً مشابه بطری‌ها است. برخی کارخانه‌های آبجو از بطری‌های پلاستیکی (PET) استفاده می‌کنند.

### دما
دمای آبجو بر تجربهٔ نوشنده تأثیر می‌گذارد؛ دماهای گرم‌تر گستره‌ای از طعم‌ها را در آبجو آشکار می‌کند، اما دماهای سردتر حس تازگی بیشتری ایجاد می‌کنند. اکثر نوشندگان ترجیح می‌دهند پیل لاگر سرد سرو شود، پیل ایل کم یا متوسط خنک سرو شود، در حالی که شراب جو قوی یا ایمپریال استاوت در دمای اتاق سرو گردد.
مایکل جکسون آبجوشناس برجسته، یک مقیاس پنج‌سطحی برای دماهای سرو پیشنهاد کرد: کاملاً سرد (۷ درجه سلسیوس یا ۴۵ درجه فارنهایت) برای آبجوهای «سبک» (پیل لاگرها)؛ سرد (۸ درجه سلسیوس یا ۴۶ درجه فارنهایت) برای برلینر وایسه و دیگر آبجوهای گندمی؛ کمی سرد (۹ درجه سلسیوس یا ۴۸ درجه فارنهایت) برای تمام لاگرهای تیره، آلت‌بیر و آبجوهای گندمی آلمانی؛ دمای انبار (۱۳ درجه سلسیوس یا ۵۵ درجه فارنهایت) برای ایل بریتانیایی معمولی، استاوت و بیشتر آبجوهای ویژهٔ بلژیکی؛ و دمای اتاق (۱۵٫۵ درجه سلسیوس یا ۶۰ درجه فارنهایت) برای ایل‌های قوی تیره (خصوصاً آبجوی ترپیست) و شراب جو.
نوشیدن آبجو سرد با توسعهٔ تبرید مصنوعی آغاز شد و تا دههٔ ۱۸۷۰ در کشورهایی که بر آبجوسازی پیل ایل روشن تمرکز داشتند، رواج یافت. سرد کردن آبجو باعث می‌شود طعم آن تازه‌تر به نظر برسد، اگرچه زیر ۱۵٫۵ درجه سلسیوس یا ۵۹٫۹ درجه فارنهایت سردی باعث کاهش آگاهی از طعم می‌شود و این کاهش طعم به طور قابل توجهی زیر ۱۰ درجه سلسیوس (۵۰ درجه فارنهایت) بیشتر می‌شود. آبجویی که سرد نشده باشد — چه خنک و چه در دمای اتاق — طعم‌های بیشتری را آشکار می‌کند. «نشان کاسک»، یک سازمان غیرانتفاعی آبجو در بریتانیا، دامنهٔ دمای استاندارد ۱۲ تا ۱۴ درجهٔ سانتی‌گراد (۵۳ تا ۵۷ درجهٔ فارنهایت) را برای سرو آبجوهای کاسک تعیین کرده‌است.

### ظروف
آبجو از ظروف متنوعی مانند لیوان، مَسوار آبجو، ماگ، تانکارد مسی، بطری آبجو یا قوطی نوشیده می‌شود؛ و در جشنواره‌های موسیقی و برخی بارها و کلاب‌های شبانه، گاهی از لیوان پلاستیکی استفاده می‌شود. شکل ظرفی که آبجو در آن نوشیده می‌شود می‌تواند برداشت از آبجو را تحت تأثیر قرار داده و شخصیت سبک آبجو را تعریف و برجسته کند. کارخانه‌های آبجوسازی لیوان‌های برند مخصوص به خود را به عنوان راهی برای تبلیغات عرضه می‌کنند، زیرا این امر فروش محصول‌شان را افزایش می‌دهد.
روش ریختن آبجو نیز بر ارائهٔ آن تأثیر دارد. سرعت جریان از شیر آبجو یا ظرف سرو دیگر، زاویهٔ کج کردن لیوان و موقعیت ریختن (در مرکز یا کنار لیوان) همگی بر نتیجه اثر می‌گذارند، مانند اندازه و دوام کف آبجو، الگوی باقی‌مانده از کف هنگام پایین آمدن آن در لیوان که به «لیسیدن» معروف است، و آزاد شدن کربنات. گاهی در بارها و رستوران‌ها از برج آبجو یا شیر آبجوی قابل حمل استفاده می‌شود تا گروهی از مشتریان بتوانند خودشان آبجو را سرو کنند. این دستگاه شامل یک مخزن بلند با مکانیزم خنک‌کننده و شیر آبجو در پایین آن است.

## جامعه و فرهنگ

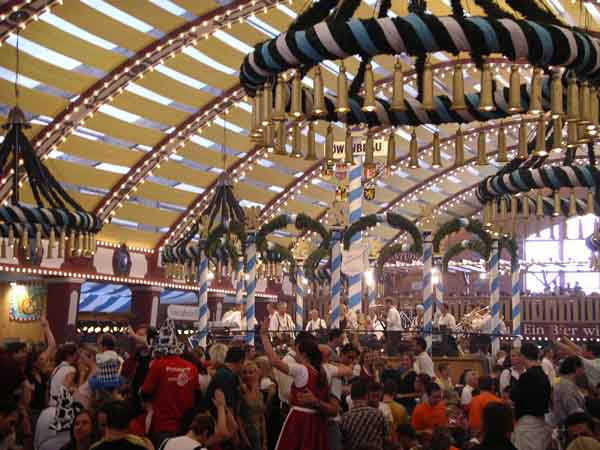
چادری در جشن اکتبر مونیخ در آلمان. این رویداد به عنوان بزرگ‌ترین جشنوارهٔ آبجو در جهان شناخته می‌شود

برخی از قدیمی‌ترین نوشته‌ها به تولید و توزیع آبجو اشاره دارند: قانون حمورابی در حدود سال ۱۷۵۰ پیش از میلاد قوانینی برای تنظیم آن داشت، و سرود نینکاسی، نیایش‌نامه‌ای در حدود سال ۱۸۰۰ پیش از میلاد به الههٔ آشوری آبجو، دستور تهیهٔ آن را ارائه می‌دهد.
در بسیاری از جوامع، آبجو محبوب‌ترین نوشیدنی الکلی است. سنت‌ها و فعالیت‌های اجتماعی مختلفی با نوشیدن آبجو همراه است، مانند بازی کردن کارت، دارت یا بازی‌های دیگر در میخانه‌ها؛ شرکت در جشنواره‌های آبجو؛ مطالعهٔ علمی آبجو یا زایتولوژی؛ رفتن به چندین میخانه در یک شب؛ بازدید از کارخانه‌های آبجوسازی؛ گردشگری مرتبط با آبجو؛ یا امتیاز دادن به آبجو. بازی‌های نوشیدنی مانند آبجوپنگ نیز همراه نوشیدن آبجو رایج‌اند. حتی نوشیدن «آبجو زیر دوش» نیز طرفداران خود را یافته است. حرفهٔ نسبتاً جدیدی به نام ساملیهٔ آبجو نیز وجود دارد که به مشتریان رستوران‌ها دربارهٔ انواع آبجو و جفت‌کردن آن با غذاها اطلاع می‌دهد. برخی کارخانه‌ها برای جفت‌کردن با غذا، آبجوهای ویژه تولید کرده‌اند.
مالکوم گلاک، شراب‌شناس، به ضرورت جفت‌کردن آبجو با غذا اعتراض داشت، در حالی که نویسندگان آبجو، راجر پروتز و ملیسا کول این نظر را رد کردند.
آبجو به عنوان روان‌کنندهٔ اجتماعی شناخته می‌شود، و در کشورهای سراسر جهان مصرف می‌شود. در کشورهای خاورمیانه نیز کارخانه‌های آبجوسازی وجود دارد مانند سوریه، و در برخی کشورهای آفریقایی. فروش آبجو چهار برابر بیشتر از شراب است که دومین نوشیدنی الکلی محبوب محسوب می‌شود.
در دین اسلام آبجو یا فُقّاع از نجاسات ده‌گانه است و نوشیدن آن عملی حرام با حد شرعی ۸۰ تازیانه است.

## تأثیر بر سلامتی
|                       |                  |      |       |  |
| نوع آبجو              | کربوهیدرات‌ها (g) | الکل | کالری |  |
| Budweiser Select 55   | ۱٫۸              | ۲٫۴٪ | ۵۵    |  |
| Coors Light           | ۵                | ۴٫۲٪ | ۱۰۲   |  |
| Guinness Draught      | ۱۰               | ۴٪   | ۱۲۶   |  |
| Sierra Nevada Bigfoot | ۳۰٫۳             | ۹٫۶٪ | ۳۳۰   |  |

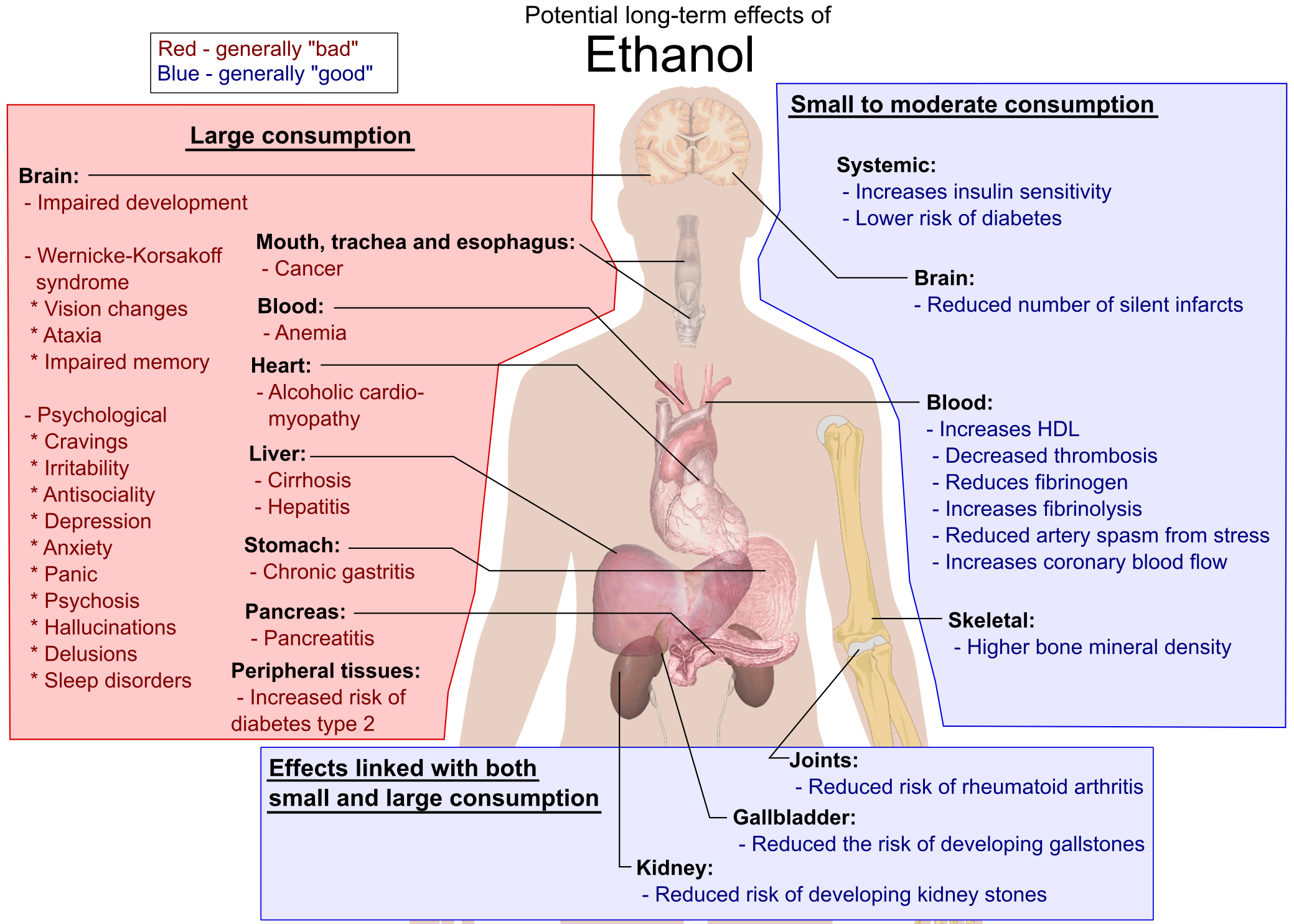
فواید (رنگ سبز) و مضرات (رنگ قرمز) شراب در مقایسه مقدار مصرف (روی تصویر کلیک کنید)

از آنجا که الکل از اجزای تشکیل دهنده آبجو است، تأثیرات مصرف الکل در رابطه با آبجو نیز صدق می‌کند. مصرف متوسط الکل که شامل آبجو نیز می‌شود، احتمال ابتلا به بیماری‌های قلبی-عروقی، سکته مغزی و زوال عقل را افزایش داده و همچنین می‌تواند سبب کاهش ادراک شود. از سوی دیگر مصرف بیش از حد یا مداوم آن می‌تواند سبب الکلی شدن و ابتلا به بیماری‌های کبدی را فراهم کند.
مخمر آبجو به عنوان یک منبع غنی از مواد مغذی شناخته می‌شود. از این رو آبجو نیز شامل مقدار قابل توجهی از مواد مغذی نظیر منیزیم، سلنیوم، پتاسیم، فسفر، بیوتین و ویتامین‌های گروه ب است. حتی از آبجو به عنوان مایع پخت نان نیز استفاده می‌شود. هرچند برخی منابع بر این باورند که آبجوهای تصفیه شده مواد مغذی خود را از دست می‌دهند.
در سال ۲۰۰۵ میلادی، تحقیقی در کشور ژاپن نشان داد که آبجو با الکل کم می‌تواند یک ماده ضد سرطان قوی باشد. از سوی دیگر تحقیقات دیگری نشان می‌دهد که آبجوی غیرالکلی همان تأثیرات مفیدی را برای بیماری‌های قلبی دارد که مصرف کم نوشیدنی‌های الکلی دارد. به هرشکل بسیاری از تحقیقات تأثیرات مثبت نوشیدنی‌ها الکلی را به واسطه وجود الکل در آن‌ها می‌دانند.